# Waka/Jawaka
Waka/Jawaka är ett skivalbum av Frank Zappa från 1972. Albumet är, liksom systerutgåvan The Grand Wazoo, ett fusionsalbum i jazzstil. Omslaget anger att skivan är en uppföljare till Hot Rats från 1969. Titeln kom, enligt Zappa, fram under en session med en Ouija-bräda.

## Låtlista
Alla låtar av Frank Zappa.
Sida ett
1. "Big Swifty" – 17:22

Sida två
1. "Your Mouth" – 3:12
2. "It Just Might Be a One-Shot Deal" – 4:16
3. "Waka/Jawaka" – 11:18